# Hector Durville
Héctor Durville (8 de abril de 1849-1 de julio de 1923) fue un ocultista, metapsíquico, hipnólogo y magnetizador francés del siglo XIX. Es el padre de Henri Durville
Durville dirigió la Journal of Magnetism (Revista de Magnetismo), que había sido fundada por el Barón du Potet. Y fue director de la Sociedad Magnética de Francia. Fundó un gran número de instituciones ocultistas, entre ellas:
- La Universidad de Altos Estudios, París. Se componía de las facultades de Ciencias Herméticas, Ciencia Mesméricas y Ciencias Espirituales.
- La Escuela Práctica de Magnetismo,  Av. Mozart de París.
- La Orden Eudiaque, un sociedad espiritual de iniciación, donde el objetivo principal consistió en la mejora de la persona humana. Sus seguidores investigaron el magnetismo animal y los efectos de la hipnosis.

## Libros
- Los Misterios de Eleusis
- Magnétisme Personal ou Psyquique, 1890 (copia digital)
- Les Acciones Psychiques à Distance
- Pour devenir Magnétiseur, 1890.